# Aterui

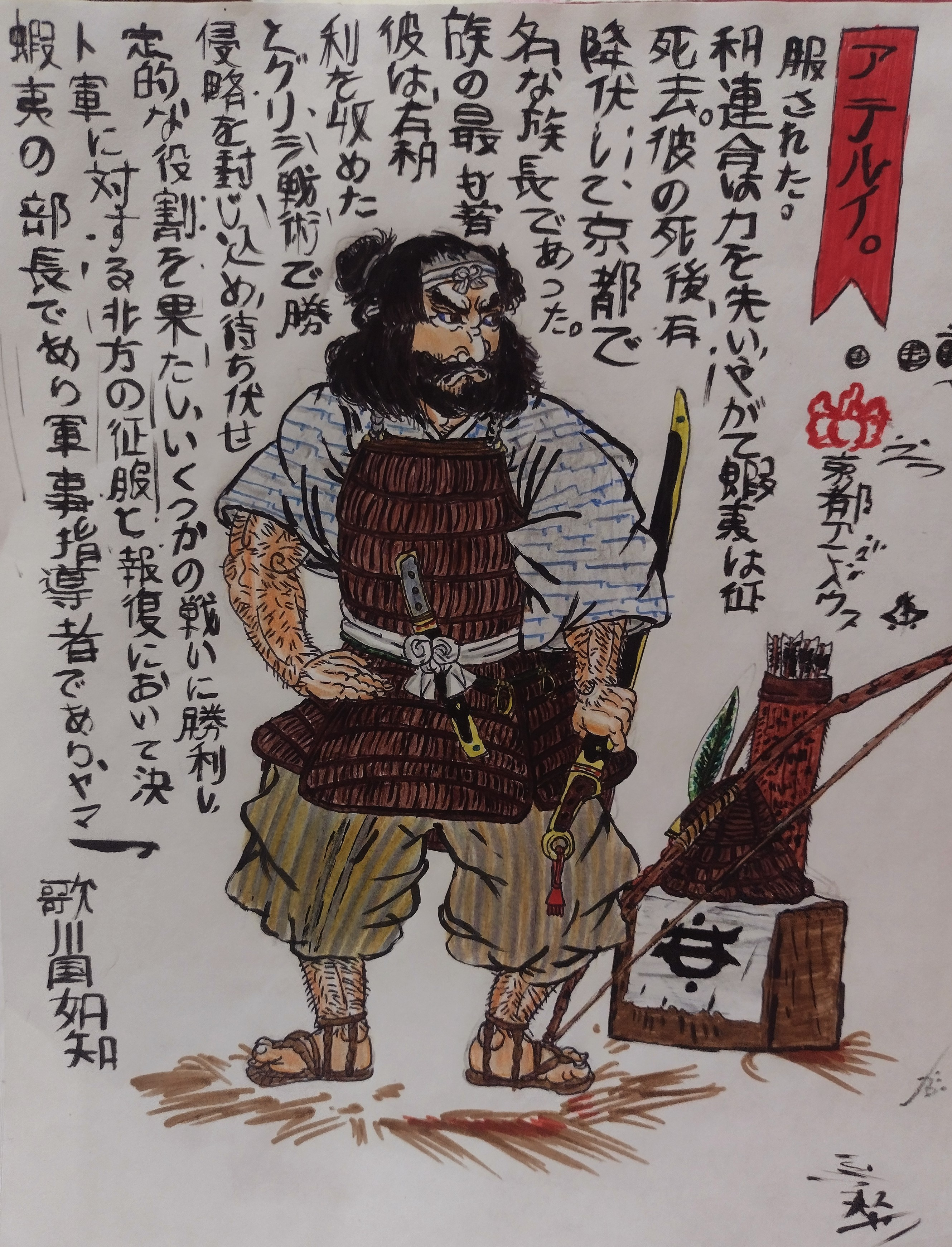
Ukyo-e arte xilogravura de Aterui, chefes dos Emishi por Kuniyoshi Utagawa.

Aterui (アテルイ, Aterui)  (falecido em  802 de Enryaku) era o chefe mais proeminente dos Emishi da tribo Isawa no norte do Japão.

## Vida
Aterui nasceu em Mizusawa, atual Oshu cidade no sul da Província de Iwate . Nada se sabe de sua vida até a batalha de Vila Sufuse em 787. Em 786 Kino Kosami foi nomeado pelo Imperador Kammu como o novo General das Conquista do Leste junto com uma ordem para  atacar Aterui. Em junho de 787 Kosami dividiu seu exército e enviou-os para o norte de Koromogawa nas duas margens do rio Kitakami esperando para surpreender Aterui em sua casa em Mizusawa. Por onde passavam as tropas imperiais iam queimando casas e plantações, até serem surpreendidos pela cavalaria Emishi que desceu as montanhas e os empurrou para o rio. Mais de 1.000 soldados foram afogados no rio sob o peso de suas pesadas armaduras. Em setembro Kosami voltou a Kyoto , onde foi repreendido pelo Imperador Kammu por sua falha. 
Vários outros ataques foram lançados contra Aterui de 795 a 801 sem que as forças imperiais alcançassem êxito. Mas naquele ano Sakanoue no Tamuramaro , fora nomeado Governador de Michinoku, e General da Guarda da Paz e Grande General Apaziguador dos Bárbaros do Leste (Seii Taishōgun) e teve como incumbência derrotar os Emishi insubordinados. Reuniu um exército de  40 mil soldados, e parecia que iria derrotar rapidamente os emishi, mas Aterui e More conseguiram escapar. 
Em 802 Tamuramaro volta a Michinoku e constrói o Forte Isawa no coração do território Isawa. Aterui, More e os poucos seguidores que restavam não aguentaram a fustigação do exército de Tamuramaro e acabam se rendendo com cerca de 500 guerreiros. O General Sakanoue leva Aterui e More para a capital onde foram executados. 